# Declaració de lesivitat
La declaració de lesivitat és una eina del dret administratiu, que suposa una diligència preliminar en un recurs contenciós administratiu i ve regulat per l'article 43 de la Llei 29/1998 de 13 de juliol de Jurisdicció del Contenciós Administratiu pel qual una administració per anul·lar el seu propi acte administratiu, favorable per a l'interessat, cal que el declari lesiu per a l'interès públic i l'impugni ulteriorment davant la jurisdicció contenciosa administrativa. Aquesta s'ha d'adoptar en el termini de 4 anys des que es dictà l'acte en qüestió i el procediment caduca als 6 mesos. Contra la declaració de lesivitat no es pot interposar recurs.

## La declaració de lesivitat en la legislació espanyola
Esta figura jurídica està regulada per la Llei 39/2015 d’1 d’octubre de Procediment administratiu comú de les Administracions Públiques, en el Títol V, capítol I, revisió d’ofici, article 107: Es podran declarar lesius per a l’interés públic els actes favorables per als interessats que siguen anulables d’acord amb l’article 48 d’esta Llei (actes que incórreguen en qualsevol infracció de l’ordenament jurídic, incloent-hi la desviació de poder; defecte de forma només en els requisits indispensables per a aconseguir el seu fi o que produïsquen indefensió i, quan ho impose la naturalesa d’un termini, la realització d’actuaciones fora de termini), a fi de procedir a la seua posterior impugnació davant de l’orde jurisdiccional contenciós administratiu. No es podrà declarar un acte lesiu una vegada hagen transcorregut 4 anys des que es va dictar l’acte (Art 107.2), i exigirà l’audiència prèvia de tots aquells que apareguen com a interessats en este.
El procediment caduca als 6 mesos d’haver-se iniciat si no s'ha dictat resolució que declare la lesivitat. Cal recordar que l’any 2003 la Llei 62/2003, de 30 de desembre de mesures fiscals, administratives i de l’orde social, modificà l’article 103 de la Llei 30/1992, ampliant el termini de caducitat de 3 a 6 mesos.
La declaració de lesivitat s'adoptarà per l’òrgan de cada administració competent en la matèria si este prové de l’Administració General de l’Estat o de les CCAA i, pel Ple de la Corporació Local o, si este no existira, per l’òrgan col·legiat superior de l'entitat, en cas que l’acte provinguera de l’Administració Local.